# Embd
Embd (gsw. Ämd) – miejscowość i gmina (Politische Gemeinde) w południowej Szwajcarii, w kantonie Valais, w okręgu (Bezirk) Visp. Leży nad rzeką Mattervispa.

## Demografia
W Embd mieszkają 283 osoby. W 2021 roku 7,4% populacji gminy stanowiły osoby urodzone poza Szwajcarią. 